# Серека
Серека (рум. Sereca) — село у повіті Хунедоара в Румунії. Входить до складу комуни Беріу.
Село розташоване на відстані 273 км на північний захід від Бухареста, 23 км на південний схід від Деви, 115 км на південь від Клуж-Напоки.

## Населення
За даними перепису населення 2002 року у селі проживали 215 осіб, з них 214 осіб (99,5%) румунів. Усі жителі села рідною мовою назвали румунську.